# Ross Kemp
Ross James Belshaw Kemp es un actor y periodista inglés más conocido por haber interpretado a Grant Mitchell en la serie EastEnders.

## Biografía
Es hijo de Jean, una estilista y de John, un antiguo detective inspector en jefe. Tiene un hermano llamado, Darren quien trabaja como productor para la BBC.
Asistió a la prestigiosa Webber Douglas Academy of Dramatic Art.
El 11 de junio de 2002 Ross se casó con la editora Rebekah Wade. En el 2005 Rebekah fue arrestada por golpear a Ross, sin embargo poco después fue puesta en libertad, en el 2007 la pareja se separó y el 6 de marzo de 2009 finalmente se divorciaron después de que Ross admitiera que la había engañado.
Después de salir por cuatro años con la maquilladora Nicola Coleman, la pareja terminó en octubre del 2010, ese mismo año Nicola dio a luz al primer hijo de Ross.
Ross comenzó a salir con la abogada Renee O'Brien, en el 2012 la pareja se casó, En abril del 2015 tuvieron su primer hijo Leo Kemp y el 28 de septiembre de 2017 nacieron sus gemelas Ava y Kitty Kemp.

## Carrera
En 1986 interpretó a Graham Lodsworth en la exitosa serie británica Emmerdale Farm.
El 22 de febrero de 1990 se unió al elenco principal de la exitosa serie británica EastEnders donde interpretó a Grant Mitchell, hasta 1999, más tarde regresó a la serie en el 2005 y su última aparición fue el 9 de junio de 2006 después de que su personaje decidiera mudarse a Portugal con su hija, Courtney. EL 13 de marzo del 2016 Ross regresó a la serie y se fue nuevamente el 9 de septiembre de 2016 después de que decidiera mudarse a Portugal con su hija Courtney.
En el 2000 apareció en la película Hero of the Hour donde interpretó a Richie Liddle. Durante el rodaje de la película, Ross tuvo que ser tratado en un hospital después de recibir un golpe en la cara cuando un truco salió mal, Ross sufrió quemaduras en el pecho y cara, sin embargo después de ser llevado al hospital Barnet en Londres se recuperó. Ese mismo año interpretó al oficial detective Jack Mowbray en la serie Without Motive.
En el 2002 interpretó al Sargento Henry Garvie del Servicio Aéreo Especial Británico en la serie Ultimate Force hasta el 2006. Desde el 2006 Kemp ha recibido reconocimiento internacional como periodista de investigación gracias a su aclamada serie documental Ross Kemp on Gangs.

## Periodismo

### Ross Kemp on Gangs
Durante el documental Ross entrevistó a miembros de pandillas alrededor de todo el mundo. La primera temporada mostró a las pandillas y la corrupción de la policía en Brasil, las pandillas maoríes en Nueva Zelanda, las cabezas rapadas neonazis en California, los gánster en Londres y jóvenes de Blaenau Gwent.
Durante la segunda temporada se pudo observar a los "MS13" de El Salvador, los Neonazis de Rusia, los hooligans del fútbol en Polonia, las pandillas americanas Bloods y Crips y varias pandillas del Sur de África.
En mayo del 2007 Ross fue galardonado a un premio BAFTA en la categoría de programación de hechos. Ese mismo año publicó sus experiencias en un primer libro llamado, "Ross Kemp. Gangs" y posteriormente en un segundo libro llamado, "Ross Kemp. I'm bald, deal with it", el cual fue publicado en el 2008. En septiembre del 2008 el programa regresó para cuatro episodios más, ahora situándose en Los Ángeles. Una peligrosa escena que fue filmada y se volvió famosa fue cuando a Matt "Malicious" Ward le falló su arma mientras se encontraba en un barrio de una banda rival.
En el 2009 el programa comenzó a transmitirse en los Estados Unidos por el canal Investigation Discovery bajo el título de "Gang Nation".

### Ross Kemp in Afghanistan
El 21 de enero de 2008, Sky transmitió el primer episodio de la serie de cinco partes, en donde Ross seguía al 1.er Batallón del Regimiento Anglian Real del Ejército Británico mientras que estos se encontraban desplegados desde marzo hasta agosto del 2007 en la provincia de Helmand en Afganistán.
En preparación para irse con ellos, Kemp tuvo que tener un entrenamiento militar para la defensa personal y en el uso de un rifle de asalto SA80. Poco después Ross regresó a Afganistán para filmar la segunda temporada la cual se tituló "Ross Kemp Return to Afghanistan", la cual se transmitió el 1 de febrero de 2009 por Sky One.

### Ross Kemp: Middle East
Entre enero y febrero del 2010 Sky transmitió el documental de dos partes sobre la situación en Gaza e Israel. En esta ocasión Ross siguió a los Hamás para tratar de entender por qué se desató la violencia entre las dos naciones en algunos de los lugares más cargados de política del mundo. También examinó la importancia del mercado negro de Egipto a Gaza.

### Ross Kemp: Battle For The Amazon
En abril del 2010 Sky 1 emitió el documental que mostraba a Kemp viajando a zonas de la cuenca del Amazonas en Brasil y Ecuador, la práctica de la ganadería, el cultivo de soja y la exploración de petróleo que estaba causando una rápida deforestación en la región.

### Ross Kemp: Extreme World
En febrero del 2011 la nueva serie debutó por Sky 1. El nuevo documental mostraba a Ross viajando por el mundo y hablando con personas involucradas en el comercio ilícito, mostró los locales que se han visto afectadas por la violencia y las dificultades y a las autoridades que están tratando de combatir con ellos. En cada episodio Kemp intentaba establecer contactos para identificar a los cabecillas de los grupos.
Visitó países como la República Democrática del Congo, México, Haití, Venezuela y las ciudades de Londres y Chicago.

### Ross Kemp: The Blue House Warriors
En julio del 2011 se anunció que Ross podría comenzar a filmarlo, también se anunció que este sería su último documental.

### Ross Kemp: Back On The Frontline[10]
Ross regresó a Afganistán 10 años después de la guerra que comenzó en Afganistán. El programa comenzó en Sky1 el lunes 14 de noviembre de 2011 a las 9:00 p. m..

### Otros documentales
Ross y Sky han colaborado en otros documentales entre ellos,  Ross Kemp: A Kenya Special, Ross Kemp Meets the Glue Kids y Ross Kemp in Search of Pirates.

## Filmografía

### Series de televisión
| Año               | Título             | Personaje                     | Notas                              |
| ----------------- | ------------------ | ----------------------------- | ---------------------------------- |
| 1990 - 2006, 2016 | EastEnders         | Grant Mitchell                | 1,007 episodios                    |
| 2009              | 10 Minutes Tales   | Liam                          | episodio "The Running of the Deer" |
| 2002 - 2006       | Ultimate Force     | Sargento Henry "Henno" Garvie | 21 episodios                       |
| 2000              | In Defence         | Sam Lucas                     | 3 episodios                        |
| 2000              | Without Motive     | DC Jack Mowbray               | -                                  |
| 1998              | City Central       | Dilly Dally                   | episodio "Nothing Like a Dame"     |
| 1990              | The Manageress     | Defensor                      | episodio "A Match for Anyone"      |
| 1990              | The Chief          | PC Dennis Scovell             | 3 episodios                        |
| 1989              | Birds of a Feather | Detective Inspector Monk      | episodio "Shift"                   |
| 1988              | London's Burning   | Liver Salts                   | episodio # 1.3                     |
| 1986 - 1987       | Emmerdale Farm     | Graham Lodsworth              | -                                  |

### Películas
| Año  | Título                                 | Personaje                | Notas                               |
| ---- | -------------------------------------- | ------------------------ | ----------------------------------- |
| 2011 | Snapshot Wedding                       | Trevor                   | junto a Karen David                 |
| 2007 | Robbie the Reindeer in Close Encounter | Trooper 2                | junto a Shane Richie                |
| 2004 | A Line in the Sand                     | Gavin Hughes/Frank Perry | junto a Saskia Reeves               |
| 2004 | Spartacus                              | Cinna                    | junto a Goran Visnjic y Rhona Mitra |
| 2003 | The Crooked Man                        | Harry Fielding           | junto a Liam Cunningham             |
| 2002 | The Paper Round                        | Hombre Acusado           | corto - junto a Lysette Anthony     |
| 2000 | A Christmas Carol                      | Eddie Scrooge            | junto a Warren Mitchell             |
| 2000 | Hero of the Hour                       | Richie Liddle            | junto a Maggie O'Neill              |
| 1987 | Playing Away                           | Sonny                    | -                                   |

### Documentales y apariciones
| Año         | Serie/Película                   | Notas                      |
| ----------- | -------------------------------- | -------------------------- |
| 2011        | Ross Kemp: Back On The Frontline | presentador                |
| 2011        | The Blue House Warriors          | presentador                |
| 2011        | Ross Kemp: Extreme World         | presentador                |
| 2010        | Ross Kemp: Battle for the Amazon | presentador                |
| 2009        | Ross Kemp in Searh of Pirates    | presentador - 3 episodios  |
| 2009        | Ross Kemp: A Kenya Special       | presentador                |
| 2007 - 2009 | Ross Kemp on Gangs               | presentador - 13 episodios |
| 2008        | Ross Kemp in Afghanistan         | presentador                |
| 1999        | Paddington Green                 | narrador - 4 episodios     |
| 1999        | Ross Kemp Alive in Alaska        | presentador                |
| -           | Ross Kemp Meets the Glue Kids    | presentador                |

### Productor
| Año         | Título                         | Notas                              |
| ----------- | ------------------------------ | ---------------------------------- |
| 2009        | Ross Kemp in Search of Pirates | productor ejecutivo - 3 episodios  |
| 2007 - 2009 | Ross Kemp on Gangs             | productor ejecutivo - 12 episodios |

### Teatro
| Año         | Obra                            | Teatro                |
| ----------- | ------------------------------- | --------------------- |
| 2007 - 2008 | Snow White and the Seven Dwarfs | New Wimbledon Theatre |

## Premios y nominaciones
| Año  | Categoría                                                | Premio                     | Serie/Programa             | Resultado |
| ---- | -------------------------------------------------------- | -------------------------- | -------------------------- | --------- |
| 2009 | Curretn Affairs                                          | BAFTA Award                | Ross Kemp: A Kenya Special | Nominado  |
| 2009 | Best Factual Series                                      | BAFTA Award                | Ross Kemp In Afghanistan   | Nominado  |
| 2008 | International TV Personality                             | AIB Media Excellence Award | Ross Kemp In Afghanistan   | Ganó      |
| 2007 | Best Factual Series (junto a Amelia Hann y Clive Tulloh) | BAFTA TV Award             | Ross Kemp on Gangs         | Ganó      |
| 2006 | Best Actor                                               | British Soap Award         | EastEnders                 | Ganó      |
| 2006 | Most Popular Actor                                       | National Television Award  | EastEnders                 | Nominado  |
| 1999 | Best Actor                                               | British Soap Award         | EastEnders                 | Ganó      |
| 1999 | Sexiest Male                                             | British Soap Award         | EastEnders                 | Nominado  |
| 1999 | Villian of the Year                                      | British Soap Award         | EastEnders                 | Nominado  |
| 1998 | Most Popular Actor                                       | National Television Award  | EastEnders                 | Nominado  |
| 1997 | Most Popular Actor                                       | National Television Award  | EastEnders                 | Nominado  |
| 1996 | Most Popular Actor                                       | National Television Award  | EastEnders                 | Nominado  |